# Клён Семёнова
Клён Семёнова (лат. Ácer semenóvii) — вид клёна, широко распространённый в Средней Азии (Тянь-Шань, Восточный Памиро-Алай), Казахстане, Афганистане и Иране. Был назван в честь русского путешественника Семенова-Тян-Шанского, впервые найден в горах Средней Азии.
По современным представлениям, название Acer semenovii считается синонимом действительного названия Acer tataricum subsp. semenovii.
Клён Семёнова растёт по склонам и ущельям гор, в речных долинах, кустарниковых зарослях и широколиственных лесах, на высотах от 700 до 2800 м.

## Морфология
Листопадное дерево высотой 5-6 м с шатровидной раскидистой кроной.
Кора серая, гладкая или продольно морщинистая с бурыми или коричневыми побегами.
Листья плотные, трехлопастные, сверху тусклые, сизо-зеленые, с нижней стороны более светлые размером 4,5 х 3,2 см. Листовые пластинки яйцевидные или треугольно-яйцевидные, 2—5 см длиной и 1—3,5 см шириной.
Цветки желтоватые, в густых, многоцветковых соцветиях до 6 см длиной и около 5 мм в диаметре.
Плоды — крылатки от 2,8 до 3,5 см длиной, в начале развития ярко-красные или ярко-розовые, зрелые — светло-желтые.
Первые 3 года скорость роста средняя. Начинает цвести с 18 лет. Плодоносит с 22 лет, плоды созревают в середине сентября.

### Отличия от схожих видов
Внешне и по морфологическим признакам похож на близкие ему клён Гиннала и клён татарский. Отличается от них меньшими размерами.

## Распространение
Распространён в Средней Азии (Тянь-Шань, Восточный Памиро-Алай), Казахстане, Афганистане и Иране.
В Казахстане растёт в Джунгарском, Заилийском, Киргизском, Кунгей и Терскей Алатау, хр. Кетмень, Чу-Илийских горах, Каратау, Западном Тянь-Шане.

## Размножение
Размножается черенками и семенами.

## Использование и применение
Клён Семёнова используется в живых изгородях, бордюрах и групповой посадке. Рекомендован для облесения горных склонов. Засухо-, морозоустойчив.